# Benediktinerabtei Kergonan

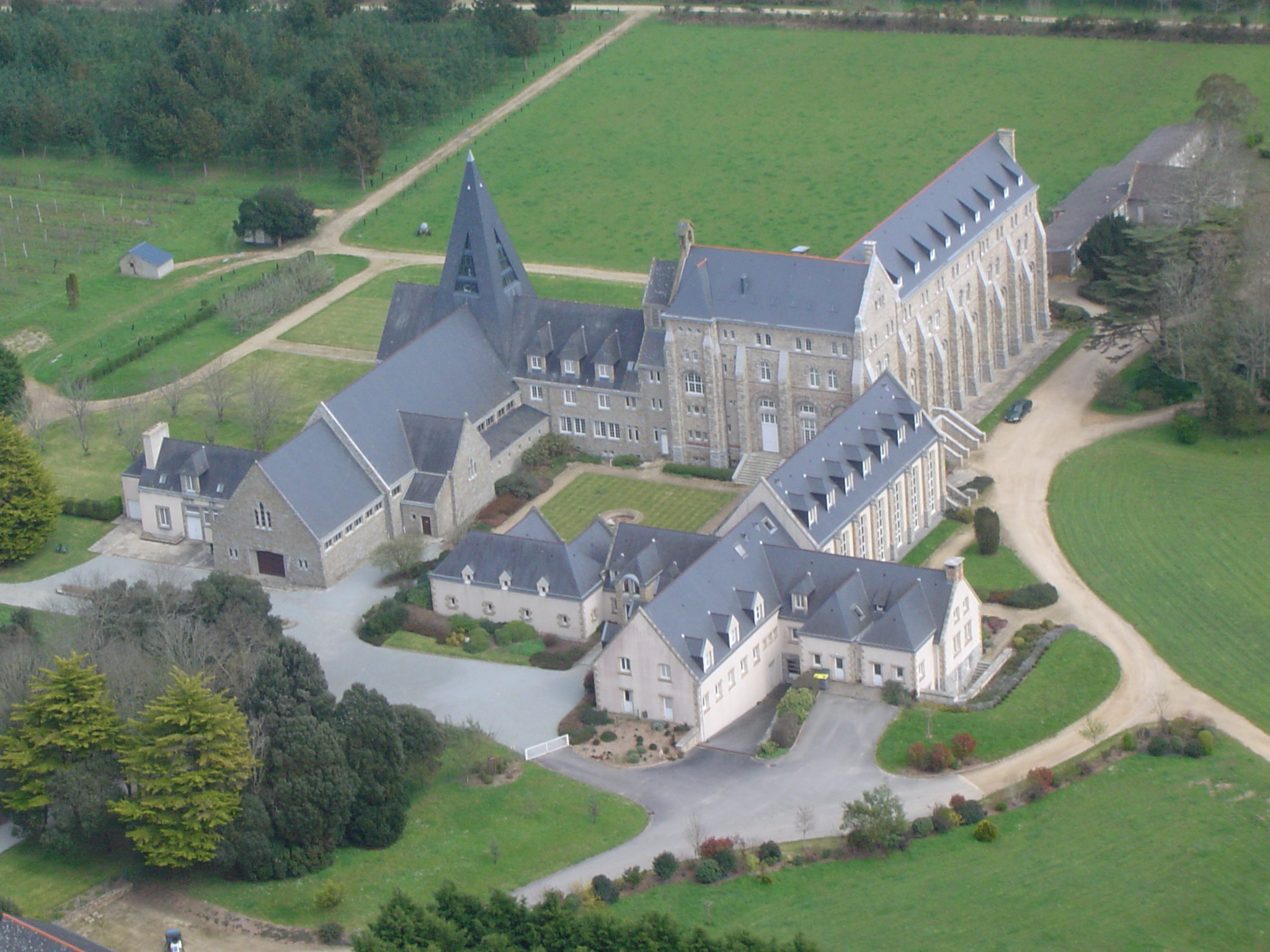
Benediktinerabtei Sainte-Anne, Kergonan

Die Benediktinerabtei Kergonan ist seit 1897 ein französisches Kloster der Benediktiner in Plouharnel (Bistum Vannes) in der Bretagne.

## Geschichte
Die Abtei Saint-Pierre de Solesmes gründete 1897 im Département Morbihan bei Carnac das Kloster Sainte-Anne de Kergonan, das 1898 zum Priorat und im Exil 1914 zur Abtei erhoben wurde. 1901 wichen die Mönche vor der klosterfeindlichen Dritten Republik nach Belgien auf das Anwesen Linciaux in Ciney in der Nähe von Namur aus. 1920 konnten sie zurückkehren. Ab 1943 war ihr Kloster durch die deutschen Besatzer beschlagnahmt und sie mussten im Schloss Nétumières in Erbrée unterkommen. 1975 konnte die Klosterkirche eingeweiht werden.
Besonders bekannt wurde der Mönch Henri Le Saux (1910–1973), der 1948 nach Indien ging und zusammen mit Jules Monchanin (1895–1957) und dem Trappisten Francis Acharya in Meditationszentren (Ashram) wirkte.

## Obere und Äbte
- 1897–1898 Paulin Joumier (1854–1917), Oberer
- 1898–1908 Athanase Logerot (1840–1908), Prior
- 1908–1914 Joseph Marsille (1852–1933), Prior
- 1914–1933 derselbe, Abt
- 1933–1962 Henri Demazure (1882–1974)
- 1963–1983 Marcel Blazy (1902–1994)
- 1983–2001 Robert Le Gall (* 1946, später Bischof von Mende und Erzbischof von Toulouse)
- 2002–2018 Philippe Piron (* 1953)
- 2018–2023 Laurent de Trogoff (* 1967)
- 2023–0000 Jean-Vincent Giraud (* 1987)[2]